# Warzazát
Warzazát (arabsky ورزازات‎, tamaškem ⵡⴰⵔⵣⴰⵣⴰⵜ, francouzsky Ouarzazate) je město v Maroku, hlavní město stejnojmenné provincii v regionu Sús Mása Dra'a. Rozkládá se mezi pohořími Vysoký Atlas a Antiatlas. Žije zde přibližně 79 tisíc obyvatel.

## Hospodářství
Severozápadně od města sídlí Atlas Corporation Studios, hlavní středisko marockého filmového průmyslu. Točily se tu mimo jiné scény filmů Dech života, Gladiátor a Lawrence z Arábie.
U města stojí největší  koncentrovaná solární elektrárna na světě.